# Richard Doddridge Blackmore
Pour les articles homonymes, voir Blackmore.
Œuvres principales
Lorna Doone (1869)
Richard Doddridge Blackmore (né le 7 juin 1825 en Angleterre, mort le 20 janvier 1900), plus connu sous le nom de R. D. Blackmore, est un romancier britannique qui connaît une très grande popularité dans la deuxième moitié du XIXe siècle. Originaire, comme l'écrivain Thomas Hardy, de l'Ouest de l'Angleterre, il s'illustre par la vivacité de ses descriptions de la campagne anglaise, et par la façon dont ses œuvres s'enracinent dans leur environnement géographique.
Souvent qualifié de « dernier des Victoriens », Blackmore est le pionnier d'un mouvement littéraire qui se poursuivra avec des auteurs comme Stevenson (auteur de L'Île au trésor). Ses proches le décrivent comme quelqu'un de « fier, timide, réticent, obstiné, aimable et égocentrique ». Lorna Doone est la seule de ses œuvres à être encore publiée aujourd'hui.

## Biographie
Richard Doddridge Blackmore naît à Longworth en 1825, un an après son frère aîné Henry (1824–1875). Son père, John Blackmore, est curé de paroisse. Sa mère meurt quelques mois après sa naissance d’une épidémie de typhus qui a frappé le village. John Blackmore déménage alors dans son Devon natal. Richard est confié à une tante, Mary Frances Knight Quand celle-ci épouse le révérend R. Gordon, Richard part s’installer avec eux au presbytère d'Elsfield, près d'Oxford. Son père s'étant remarié en 1831, Richard retourne chez lui. Son long séjour, durant l'enfance, dans le luxuriant et champêtre "pays de Doone", à Exmoor et à Badgworthy Water, lui font aimer cette campagne, qu'il a immortalisé dans son roman Lorna Doone.
Il obtient une bourse d'études à l’Université d'Exeter, à Oxford, dont il sort diplômé en 1847. Après une brève période comme précepteur privé, il décide de faire carrière dans le droit : il entre au Middle Temple en 1849 et accède au barreau en 1852. Cependant, une mauvaise santé l'empêche de travailler à plein temps dans ce domaine, aussi, en 1854, prend-il le poste de maître de Lettres classiques à l'école Wellesley House Grammar School, à Twickenham.
Le 8 novembre 1853, il épouse Lucy Maguire, jeune catholique de 26 ans de santé délicate, ce qui pourrait expliquer le fait qu'il n'aient pas eu d'enfants. Le couple est très attaché aux quatre enfants de la sœur de Lucy, Agnes : il les invite souvent et prend part à leur éducation. Il semble que les Blackmores aient adopté Eva, l'une des nièces de Lucy, à l'âge de sept ans. Leur mariage est décrit par Agnes comme étant un mariage heureux.

## Romans parus en France
- 1881 : Erema : roman anglais (Erema ; or, my father's sin, 1877)[2], R. D. Blackmore ; traduit par Frédéric Bernard ; Paris : Hachette, 2 vol. (288, 291 p.)

### Lorna Doone
- - 1947 : Lorna Doone[3], Richard D. Blackmore ; traduit par Marie-Madeleine Fayet ; préface d'André Bay ; Paris : Delamain et Boutelleau, collection : Bibliothèque anglaise, 422 p.
  - 1988 : Lorna Doone de R. D. Blackmore. Traduit par Marie-Madeleine Fayet, préface de Michel Le Bris; Paris : Éditions Phébus, 436 p.  (ISBN 2-85940-095-8)[4]
  - 2008 : Lorna Doone[5] de R. D. Blackmore. Traduit par Marie-Madeleine Fayet, préface de Michel Le Bris ; Collection : Libretto, Éditions Phébus, 434 p.  (ISBN 2859400958)

Adaptations pour la jeunesse
- - 1957 : Lorna Doune chez les outlaws[6] de R. D. Blackmore. Adaptation de Marguerite Clément, illustrations de Gaston Tisserand ; collection « Rouge et Or », Paris : Éditions G. P., 192 p.
  - 1957 : La Prisonnière du Val secret de Richard Blackmore. Traduit par Jacques Brécard, illustré par Jacques Poirier ; Hachette Jeunesse, collection « Idéal-Bibliothèque », 189 p.[7]
  - 1957 : La Prisonnière du Val secret de Richard D. Blackmore. Traduit par Jacques Brécard, illustré par Jacques Poirier ; Hachette Livre, 185 p.[8]

## Œuvre
- Poems by Melanter (1854) (Poèmes de Melanter)
- Epullia and other poems (1854) (Epullia et autres poèmes)
- The Bugle of the Black Sea (1855) (littéralement, Le Trompette de la Mer Noire)
- The Fate of Franklin (1860) (litt., Le Destin de Franklin)
- Farm and Fruit of Old: an illustration in verse of the first and second Georgics of Virgil (1862) (litt. Fermes et fruits d'autrefois : illustration en vers des  première et seconde Géorgiques de Virgile)
- Clara Vaughan: a novel (1864) (roman)
- Cradock Nowell: a tale of the New Forest (1866) (litt., Craddock Nowell : conte de la New Forest)
- Lorna Doone: a romance of Exmoor (1869) (Lorna Doone)
- The Maid of Sker (1872) (litt., La Jeune Fille de Sker)
- Alice Lorraine: a tale of the South Downs (1875) (litt., Alice Lorraine : conte des South Downs
- Cripps the Carrier: a woodland tale (1876) (litt., Cripps le porteur : conte de la forêt)
- Erema; or, my father's sin (1877) (Erema)
- Mary Anerley: a Yorkshire tale (1880) (litt., Mary Anerly, conte du Yorkshire)
- Christowell: a Dartmoor tale (1882) (litt., Christowell, conte de Dartmoor)
- Sir Thomas Upmore (1884)
- Springhaven: a tale of the Great War (1887) (litt., Springhaven : conte de la Grande Guerre)
- Kit and Kitty: a story of west Middlesex (1890) (litt., Kit et Kitty : conte de l'ouest du Middlesex)
- Perlycross: a tale of the western hills (1894) (litt., Perlycross, conte des montagnes de l'Ouest)
- Fringilla (novel)|Fringilla: a tale in verse (1895) (litt., Fringilla : conte en vers)
- Tales from a Telling House (1896) (litt., Contes de la bergerie)
- Slain by the Doones. Frida; or, The Lover's Leap. George Bowring, a Tale of Cader Idris. Crocker's Hole. (litt., Massacré par les Doone ; Frida ou le saut de l'amant, George Bowring, conte de Cader Idris)
- Dariel: a romance of Surrey (1897) (litt., Dariel, romance du Surrey)

## Source
- Bibliothèque nationale de France (pour la liste des œuvres)